# Tanjung Beringin (Kampar Kiri Hulu)
Tanjung Beringin is een bestuurslaag in het regentschap Kampar van de provincie Riau, Indonesië. Tanjung Beringin telt 445 inwoners (volkstelling 2010).